# Centrale géothermique de Pahoa
La centrale géothermique de Pahoa, en anglais Pahoa geothermal power station, est une centrale géothermique des États-Unis située à Hawaï, sur les pentes du Kīlauea, non loin de Pahoa.

## Caractéristiques
La centrale géothermique de Pahoa est située aux États-Unis, dans le Sud-Est de l'archipel, de l'île et de l'État d'Hawaï. Administrativement, elle fait partie du district de Puna du comté d'Hawaï. Elle est entourée par le monument d'État de Lava Tree et la réserve forestière d'État de Nanawale au nord-ouest, le cône volcanique du Puʻu Honuaʻula immédiatement au nord et le cône volcanique du Puʻu Pilau au sud ; la localité de Pahoa qui a donné son nom à la centrale est situé à l'ouest. En direction du sud et du nord-est s'étendent des coulées de lave datant de 1955.
La centrale possède 500 acres (202,34 ha) de terrains mais ses installations proprement dites s'étendent sur 30 acres (12,14 ha). Six puits au total ont été forés : trois atteignant une profondeur de 1 220 à 1 830 mètres pour la collecte de l'eau souterraine et trois autres d'une profondeur de 1 830 à 2 134 mètres pour la réinjection de cette eau refroidie. Le transfert de chaleur se fait dans un échangeur de chaleur à air si bien que l'eau souterraine ne transite pas par les turbines,. Sa production actuelle est de 30 mégawatts ce qui représente 31 % de l'énergie renouvelable produite à Hawaï, soit l'équivalent de 144 000 barils de pétrole, et alimente 30 000 personnes en électricité.

## Histoire
La prospection géothermique à Hawaï commence dans les années 1960 mais ce n'est qu'en juillet 1981 que la centrale est fonctionnelle. Entretemps, le premier puits géothermique est foré en 1976. Au moment de son ouverture, la puissance de la centrale n'est que de trois mégawatts mais elle est augmentée au fil des années en fonction de l'augmentation de la consommation d'électricité sur l'île d'Hawaï. En 1989, elle menace de fermer à la suite d'une mauvaise gestion mais elle est rachetée quelques années plus tard par son propriétaire actuel, le Puna Geothermal Venture.